# 巴拉-迪圣米格尔 (阿拉戈斯州)
巴拉-迪圣米格尔（葡萄牙語：Barra de São Miguel）是巴西阿拉戈斯州的一个市镇。总面积76.96平方公里，总人口7274人，人口密度94.5人/平方公里。